# Agostino Porrino
Agostino Porrino (Torino, 1816 – Torino, 5 marzo 1863) è stato un ingegnere, militare e politico italiano.
Cossatese di origine, partecipò alle campagne per l'indipendenza italiana. Promosso il 12 marzo 1859 a luogotenente colonnello insieme con Raffaele Cadorna e Effisio Cugia, prese parte alla campagna di Lombardia del 1859 in qualità di capo di stato maggiore della divisione Fanti.
Fece parte del Corpo di Spedizione Sardo che combatté nella guerra di Crimea.
Venne eletto deputato del Regno d'Italia il 18 gennaio 1863 nel collegio elettorale di Mirandola, ma la sua esperienza parlamentare durò pochissimo. Infatti, morì improvvisamente a Torino il 5 marzo 1863 per un'apoplessia fulminante, poco dopo aver partecipato alla seduta della Camera dei deputati.